# Šemetkovce
Šemetkovce est un village de Slovaquie situé dans la région de Prešov.

## Histoire
Première mention écrite du village en 1572.

## Démographie

### Évolution de la population
| Année:               | 1994. | 2004.   | 2014. | 2024.   |
| -------------------- | ----- | ------- | ----- | ------- |
| Nombre de personnes: | 106   | 100     | 87    | 90      |
| Différence:          |       | -5,66 % | -13 % | +3,44 % |

| Année:               | 2023. | 2024.   |
| -------------------- | ----- | ------- |
| Nombre de personnes: | 85    | 90      |
| Différence:          |       | +5,88 % |